# 秋田貯蓄銀行
秋田貯蓄銀行（あきたちょちくぎんこう）は大正期に秋田県秋田市で設立された銀行。

## 概要

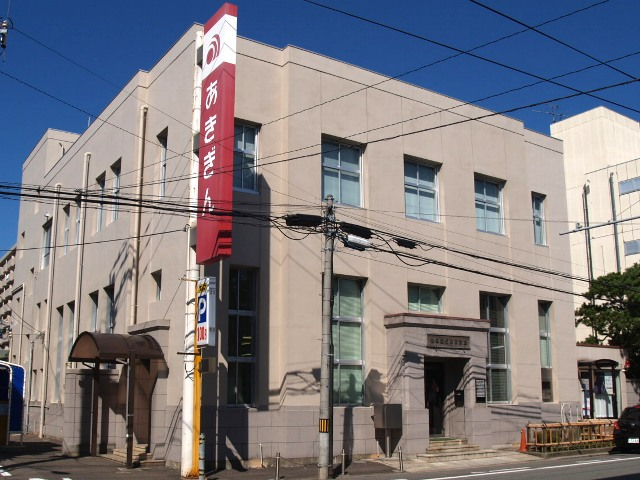
旧秋田貯蓄銀行本店（後の秋田銀行秋田支店）

1921年（大正10年）7月秋田県当局は、貯蓄銀行業務は金融経済上重要との観点から県内の銀行に対し新貯蓄銀行の設立を諮問、それを受け秋田県庁にて秋田県内15行代表者が審議。その結果15行の代表者が発起人となり、創立事務を第四十八銀行と旧秋田銀行の両銀行に委嘱、創立事務所を旧秋田銀行内に設置し、1921年（大正10年）秋田市本町5丁目に秋田貯蓄銀行を開業した。
創業当初は資金の固定化を避けるため支店を持たず15行の本・支店を代理店とし、店舗も借家だったが1925年（大正14年）それまでの営業所を買収、1929年（昭和4年）には隣地を買収し店舗を拡張。1932年（昭和7年）10月には、本町5丁目50番地(現・秋田市大町五丁目4番25号)の土地を購入し新たに本店を建設した。
1943年（昭和18年）5月普通銀行での貯蓄銀行業務兼営が認められると設立当初の意義も薄れ、また大蔵省、秋田県知事、日本銀行秋田支店長の指導、斡旋もあり、同年10月資本と役員の系統が同じで秋田貯蓄銀行の総株数2万のうち2435株を所有する秋田銀行に合併され歴史の幕を閉じた。

## 本店跡
秋田銀行と合併後、秋田貯蓄銀行本店は同行本町支店となったが、1944年（昭和19年）3月31日、店舗網再編のため本町支店は廃止された。1945年（昭和20年）11月、新立秋田銀行設立後、旧秋田銀行本店（現：秋田市立赤れんが郷土館）で営業していた同行秋田支店は、建物がGHQ軍政部に接収されたため11月23日から、閉鎖されていた本町支店跡へ移転。同行秋田支店として営業していた。
しかし合理化推進の為、2014年（平成26年）7月18日をもって当地での営業を終了。同19日より同行大町支店へ統合された。直後から現金自動預け払い機コーナーのみ存置されたものの、2015年（平成27年）11月30日をもってこちらも廃止された。廃止後は解体され、跡地には2016年4月7日よりファミリーマート秋田赤れんが館通り店が建っている。

## 沿革
- 1921年（大正10年）11月12日：開業。
- 1943年（昭和18年）7月19日：合併契約書に調印。
- 1943年（昭和18年）10月1日：秋田銀行と合併。

## 歴代頭取
- 初代：2代目辻兵吉（1921年（大正10年）11月12日就任）…旧秋田銀行2代目頭取
- 2代：2代目本間金之助（1926年（大正15年）就任）…第四十八銀行3代目頭取
- 3代：3代目辻兵吉（1929年（昭和4年）2月就任）…旧秋田銀行4代目頭取→現秋田銀行初代頭取